# 중앙로 (인천)
중앙로(Jungang-ro)는 인천광역시 동구 금곡동에서 송현동까지 이르는 인천광역시도로, 총 연장은 434m이다. 이름은 중앙시장을 들어가는 길로써, 동구의 대표적인 재래시장 명칭을 인용하는 것에서 유래되었다.

## 역사
- 2009년 11월 3일 : 도로명으로 중앙로를 고시

## 지리

### 주요 경유지
- 동구
  - 금곡동 - 송현1·2동

### 접촉하는 도로
- 송림로
- 금곡로

### 철도 연계역
- ● 수도권 전철 1호선 : 동인천역